# Спомен обележје Петру Краљу у Београду
Спомен обележје Петру Краљу налази се у Милешевској улици, испред броја 38. на општини Врачар. Откривено је 4. априла 2014. године, на рођендан глумца. Рад је вајара Драгана Димитријевића.
На споменику је записано: „Велики српски глумац - Петар Краљ 1941 - 2011 живео је у Милешевској 38.”